# Stany (województwo śląskie)
Stany – wieś w Polsce położona w województwie śląskim, w powiecie kłobuckim, w gminie Przystajń.
| SIMC    | Nazwa     | Rodzaj     |
| ------- | --------- | ---------- |
| 0143946 | Galińskie | przysiółek |

W okresie międzywojennym w miejscowości stacjonowała placówka Straży Celnej „Stany”, a po przekształceniach placówka Straży Granicznej I linii „Stany”.
W latach 1975–1998 miejscowość położona była w województwie częstochowskim.